# The Number Twelve Looks Like You
The Number Twelve Looks Like You es una banda estadounidense de mathcore formada en el condado de Bergen, Nueva Jersey, en 2002. La banda tuvo una pausa de seis años en 2010. En mayo de 2016, realizaron un show secreto y luego anunciaron su reunión.

## Historia
A finales de 2002, Jesse Korman y Justin Pedrick se conocieron en una fiesta y decidieron formar un grupo, por lo que reclutaron a Christopher Conger, Jamie McIlroy y Alexis Pareja, formando un quinteto sin bajo el título de And Ever. Después de publicar una demo de cinco canciones y tocar algunas canciones juntos, el estilo de la banda comenzó a cambiar ligeramente, y adoptaron el nombre de The Number Twelve Looks Like You (El número doce se parece a ti) del de un episodio de la serie The Twilight Series de 1959.
A comienzos de 2003, contrataron al bajista Mike Smagula, y fueron fichados por el sello discográfico Brutal Records después de que uno de sus ojeadores les observase durante uno de sus conciertos. Después de firmar su primer contrato con una discográfica, ésta les propuso crear dos temas nuevos, las cuales fueron incluidas en el disco debut de la banda, Put on Your Rosy Red Glasses, junto con el resto de temas que tenía compuestos la banda anteriormente.
Después de una intensa gira de promoción del disco por los EE. UU., el sello Eyeball Records se interesó por los derechos de la banda, que acabó firmando con la compañía en octubre de 2004. Poco después, la formación regresó al estudio para grabar su segundo disco, un EP titulado An Inch of Gold for an Inch of Time, que salió al mercado el 25 de enero de 2005. En él se incluyen una versión de "My Sharona", de The Knack, dos nuevas canciones y dos canciones regrabadas que habían sido publicadas en el anterior trabajo del grupo: "Don't Get Blood on My Prada Shoes" y "Jesus and Tori".
Tras promocionar su segundo trabajo, la banda regresó al estudio en marzo de 2005 para grabar su segundo disco largo, llamado Nuclear. Sad. Nuclear. El álbum se terminó en sólo siete días, y fue editado el 7 de junio de 2005. Además de diez nuevas canciones, el trabajo contiene dos pistas regrabadas originales de An Inch of Gols for an Inch of Time: "Like a Cat" y "Clarissa Explains Cuntainment".
El 19 de junio de 2007, la banda editó su tercer LP, Mongrel.
En abril de 2009, en el myspace oficial de la banda, se anunció la salida de Justin Pedrick debido a su lucha desde hace mucho tiempo contra la depresión y la ansiedad. Dijeron que su salud era lo más importante y que le deseaban la mejor de las suertes. Además, anunciaron que iban a seguir tocando y componiendo música para la maravillosa base de seguidores tienen.
La página Lambgoat.com habría informado sobre una posible disolución de la banda hacia fines de noviembre del año 2009. Finalmente, el 14 de diciembre de ese mismo año, en el myspace oficial de la banda, Alexis Pareja, guitarrista de TNTLLY, escribió una entrada donde se confirmaba el final de la banda.

## Miembros
| Miembros actuales - Jesse "Jase" Korman – voces (2002–2010, 2016–presente); batería (2002) - Alexis Pareja – guitarras, teclados, coros (2002–2010, 2016–presente) - DJ Scully – bajo, coros (2016–presente) - Michael Kadnar – batería, percusión (2016–presente) | Miembros pasados - Justin Pedrick – voces (2002–2009) - Jamie McIlroy – guitarras (2002–2008) - Mike "Smoogs" Smagula – bajo (2002–2006) - Chris Russell – bajo (2006–2010) - Christopher "Chree" Conger – batería, percusión (2002–2006) - Jon Karel – batería, percusión (2006–2010) |

Línea de tiempo

## Discografía
Álbumes de estudio
- Put on Your Rosy Red Glasses (2003)
- Nuclear.Sad.Nuclear (2005)
- Mongrel (2007)
- ...Worse than Alone (2009)
- Wild Gods (2019)

EP
- An Inch of Gold for an Inch of Time (2004)
- The Number Twelve Looks Like You EP (2007)
- The Remixes (2008)

Álbumes en vivo
- Here At The End Of All Things (2008)

## Videografía
Vídeos musicales
| Año  | Título              | Director     |
| ---- | ------------------- | ------------ |
| 2006 | "Like a Cat"        | Darren Doane |
| 2007 | "Grandfather"       | Ron Winter   |
| 2019 | "Ruin the Smile"    | Jesse Korman |
| 2019 | "Raised and Erased" | Karen Jerzyk |